# Bank Hapoalim
Bank Hapoalim, grundad 1921 och med säte i Tel Aviv, är Israels största bank.